# RTV Katwijk
RTV Katwijk is de lokale omroep van de gemeente Katwijk, in de Nederlandse provincie Zuid-Holland. De televisie-uitzendtijden zijn doordeweeks om 12.00, 18.00 en 21.30 uur. Op zondag is er geen televisie-uitzending. De radio-uitzendingen zijn dagelijks van 's ochtends vroeg tot 's avonds laat 24/7.

## Geschiedenis
De omroep werd opgericht als Vereniging Lokale Omroep Katwijk (VLOK) in 1982. In 2007 fuseerde de omroep met SOR/Mebora uit Rijnsburg tot RTV Katwijk. De omroep verzorgt zowel radio- als tv-uitzendingen en is een van de grootste lokale omroepen van Nederland en richt zich op zowel lokaal als regionaal nieuws.
RTV Katwijk heeft in het verleden diverse prijzen gewonnen op rtv-festivals van OLON. Bij RTV Katwijk werken ongeveer 200 vrijwilligers.

## Ontvangst
RTV Katwijk startte zaterdag 21 mei 2011 officieel met digitaal uitzenden. RTV Katwijk is op kanaal 41 niet alleen in Katwijk te ontvangen, maar ook in omliggende gemeenten. Het geluid van radio is te horen onder de kabelkrant. Deze kabelkrant is te zien als er geen tv-uitzendingen zijn. Naast het digitale signaal zendt RTV Katwijk ook het analoge signaal uit.

## Programma's
Bekende tv-programma's van RTV Katwijk waren: Studio Visserijkade, Grasduinen, Beeldspraak, Kustgangers en het jongerenprogramma Rotation. Tegenwoordig programma's als: RTV Magazine, RTV Sport, Maandelijks gesprek met de burgemeester, Katwijk Live, Sporen van Vroeger, Katwijk Centrael en De Hobby Van.
Bekende radio-programma's zijn: RTV Katwijk Sport, RTV Magazine, RTV Avondshow, Roept Uit Aan Alle Stranden, Hoort het Woord, Maritiem, Country Festival, Kippenvel, Purple Haze, De Muzikale Doorloper, De Liedjesloterij en Goud van Gisteren.

## Locatie van de studio
De studio's van RTV Katwijk bevinden zich aan de Ambachtsweg 7G in Katwijk.
De studiofaciliteiten van RTV Katwijk bestaan uit een tv-opnamestudio, een radiostudio en een studio voor het opnemen van radioprogramma's en geluidsfragmenten. Die laatste is door de gemeente Katwijk gebruikt voor de opnames van de Cultuurbox.

## Bekende presentatoren
- Adri van Beelen (Katwijk Centrael) 1994 - 2023
- Carolien van Egmond (Melange Locale) 2006-2012
- Gijsbert Schrijvers (RTV Magazine, Melange Locale, RTV Bingo) 2004 - heden
- Dick Oudwater (Melange Locale) 2006-2012
- Krijn Schuitemaker (VLOK Sport, RTV Katwijk Sport) 1991-2009
- Jaap Kloos (VLOK Sport, RTV Katwijk Sport) 2000 - heden
- Lenn Olivier (RTV Avondshow) 2024 - heden
- Rutger Verhoef (RTV Avondshow, RTV Magazine) 2024 - heden